# Lisa Yaszek
Lisa Yaszek est une universitaire américaine dans le domaine des films de science-fiction, en particulier l'histoire et les implications culturelles du genre et des groupes sous-représentés dans la science-fiction, y compris les femmes et les personnes de couleur. Elle est professeur Regents à la School of Literature, Media, and Communication (en) du Georgia Institute of Technology,.

## Biographie

### Éducation
En 1991, Lisa Yaszek a obtenu son baccalauréat en anglais de l'Université du Michigan-Ann Arbor et a obtenu son diplôme magna cum laude. Elle a ensuite obtenu sa maîtrise en 1992 et son doctorat en 1999, tous deux de l'Université du Wisconsin-Madison.

### Carrière
Lisa Yaszek a concentré l’essentiel de son travail sur l'examen du genre de la science-fiction dans le cinéma. Elle a publié plusieurs livres couvrant différents sujets liés au cinéma. Cependant, elle se concentre particulièrement sur le rôle que jouent les femmes et les personnes de couleur dans le monde de la science-fiction. Ses livres The Future is Female: Early Classics of Women's Science Fiction from the Pulp Era to the New Wave et Sisters of Tomorrow: The First Women of Science Fiction traitent tous deux de la sous-représentation des femmes dans ce genre. Elle s'intéresse spécifiquement aux voix perdues de ces femmes et met au jour les contributions historiques qu'elles ont apportées. Comme l'a déclaré l'écrivaine Ursula Le Guin à propos de The Future is Female ! « Lisa Yaszek a sélectionné le meilleur de cette tradition, par des maîtres reconnus ainsi que des noms moins connus qui doivent être redécouverts. » Lisa Yaszek consacre ses recherches à comprendre l'histoire du genre ainsi qu'à contextualiser son développement. En 2017, elle a reçu pour son travail dans ce domaine le prix PCA/ACA Susan Koppelman pour la meilleure anthologie, multi auteurs ou livre édité en études féministes.
Lisa Yaszek a été présentée dans de nombreuses publications et médias discutant de l'importance du genre de la science-fiction dans les médias. Elle a écrit des articles pour des médias tels que The Washington Post, Food and Wine Magazine (en)et USA Today. Elle a également été présentée dans la mini-série AMC 2018 James Cameron's Story of Science Fiction qui explore le genre « de ses débuts cultes dans le pulp au moteur du film à succès » qu'il est devenu à l'époque moderne.
En 2009 et 2010, Lisa Yaszek a été président de la Science Fiction Research Association (en). Depuis 2016, Lisa Yaszek est membre du jury du John W. Campbell Memorial Award du meilleur roman de science-fiction. Depuis 2016 également - la création du prix - elle fait partie du jury de trois personnes du Eugie Foster Memorial Award for Short Fiction (en),,.

## Réception critique
Chris Mazza lui répond à propos de son assertion selon ses écrits seraient typique d'une critique postféministe de la seconde vague qui prendrait le risque de répéter les arguments et la rhétorique de la presse populaire (précisément le débat portait sur la critique de Mazza sur l'utilisation de la victimisation des femmes dans le féminisme de la seconde vague).

## Distinctions
- Prix PCA / ACA Susan Koppelman de la meilleure anthologie, livre multi-auteur ou édité en études féministes, 2017[6].
- Prix Clareson de la Science Fiction Research Association pour services distingués, 2014[6].
- Prix d'écriture Mary Kay Bray de la Science Fiction Research Association, 2014[6].
- Prix Ivan Allen Jr. (en) pour la recherche, l'enseignement et le service, 2013[6].
- Prix d'écriture pionnière de la Science Fiction Research Association, 2005[6].

## Œuvres choisies.
- (en) Lisa Yaszek, The Self Wired: Technology and Subjectivity in Contemporary Narrative (Literary Criticism and Cultural Theory), Routledge, 2002.
- (en) Lisa Yaszek, « An Afrofuturist Reading of Ralph Ellison's Invisible Man », Rethinking History, vol. 9, nos 2–3,‎ juin 2005, p. 297–313 (DOI 10.1080/13642520500149202, S2CID 19585117)
- (en) Lisa Yaszek, « Afrofuturism, science fiction, and the history of the future », Socialism and Democracy, vol. 20, no 3,‎ novembre 2006, p. 41–60 (ISSN 0885-4300 et 1745-2635, DOI 10.1080/08854300600950236, lire en ligne, consulté le 9 octobre 2022).
- (en) Lisa Yaszek, Sisters of Tomorrow: The First Women of Science Fiction (Early Classics Of Science Fiction), Wesleyan University Press, 2016.
- (en) Lisa Yaszek, Galactic Suburbia: Recovering Women’s Science Fiction, Ohio State University Press,, 2008(en) Lisa Yaszek, The future is female! : 25 classic science fiction stories by women, from pulp pioneers to Ursula K. Le Guin, 2018 (ISBN 978-1-59853-580-8 et 1-59853-580-3, OCLC 1055674248). contient : The Miracle of the Lily (1928) de Clare Winger Harris,  The Conquest of Gola (1931) de Leslie F. Stone, The Black God’s Kiss (1934) de C.L. Moore,  Space Episode (1941) de Leslie Perri, That Only a Mother (1948) de Judith Merril,  In Hiding (1948) de Wilmar H. Shiras, Contagion (1950) de Katherine MacLean,  The Inhabited Men (1951) de Margaret St. Clair, Ararat (1952) de Zenna Henderson,  All Cats Are Gray (1953) de Andrew North,  Created He Them (1955) de Alice Eleanor Jones, Mr. Sakrison’s Halt (1956) de Mildred Clingerman, All the Colors of the Rainbow (1957) de Leigh Brackett, Pelt (1958) de Carol Emshwiller, Car Pool (1959) de Rosel George Brown, For Sale, Reasonable (1959) de Elisabeth Mann-Borgese,  Birth of a Gardner (1961) de Doris Pitkin Buck, The Tunnel Ahead (1961) de Alice Glaser, The New You (1962) de Kit Reed,  Another Rib (1963) de John Jay Wells et Marion Zimmer Bradley, When I Was Miss Dow (1966) de Sonya Dorman, Baby, You Were Great (1967) de Kate Wilhelm, The Barbarian (1968) de Joanna Russ, The Last Flight of Dr. Ain (1969) de James Tiptree, Nine Lives (1969) de Ursula K. Le Guin
- (en) Lisa Yaszek, Literary Afrofuturism in the Twenty-First Century., Ohio State University Press, 2020